# BeamNG.drive
BeamNG.drive, (скр. BeamNG), је симулација вожње немачког развојног студија BeamNG GmbH, који се налази у Бремену. Софтвер је фокусиран на симулацију посебно реалистичне физике возила у реалном времену. Софтвер је објављен 29. маја 2015. кроз Стим програм раног приступа. BeamNG.drive је наследник Rigs of Rods, бивши главни програмери Rigs of Rods такође раде на BeamNG.drive.

## Принцип игре
У BeamNG.drive-у играч је спуштен у углавном велики свет којим се може слободно пловити, где може да изабере возило за вожњу око света у било ком тренутку. Званични свет се састоји од асфалтних путева, али и теренских рута и има много препрека које се морају узети у обзир приликом вожње. Посебно реалистичан физички механизам софтвера је посебно ефикасан у сударима са препрекама. Сама возила се моделују и симулирају до детаља, што такође омогућава играчу да модификује многе делове возила.

## Развој и историја
У 2011, неки програмери Rigs of Rods су се окупили и одлучили да побољшају софтвер отвореног кода новим производом. BeamNG је отворио своју веб страницу BeamNG.com 8. маја 2012. како би поделио вести о развоју игре. BeamNG је 28. маја 2012. објавио видео на Јутјубу под називом Револуционарна физика меког тела у CryEngine3, који је представио технологију деформације возила. Према речима менаџера за маркетинг и комуникације Наталије Дмитријевске, видео је током ноћи прегледан преко милион пута. BeamNG.drive је првобитно требало да буде заснован на CryEngine 3, али је његова употреба у игрици за вожњу открила бројне грешке, што је довело до тога да је развој пребачен на Torque 3D.
Бесплатни технички демо је објављен 3. августа 2013, заједно са плаћеним приступом алфа тесту преко FastSpring-а. Технолошки демо је садржао само једно возило (први је био амерички камионет D-Series из Gavril-а) и једну мапу (гридмап), док је прва доступна алфа верзија садржала пет возила и шест мапа. Дана 10. септембра 2013, BeamNG-ово шесто возило, Bruckell Moonhawk, објављено је са премијером на Јутјубу. Игра је прошла отворено гласање на Стиму 12. фебруара 2014. и добила је зелено светло осам дана касније. 29. маја 2015. игра је објављена на Steam Early Access.
BeamNG је 15. јуна 2018. најавио партнерство са Camshaft Software-ом, програмером игрице Automation, и открио додатак функције за извоз која омогућава играчима да извозе возила направљена у Automation-у као возила која се могу у потпуности возити у BeamNG.drive.
BeamNG је 25. априла 2022. објавио да ће зауставити развој 32-битне гране са алфа верзијом 0.25. Навели су да је мање од 0,5% играча је користило 32-битну верзију и да ће та одлука убрзати развој игре и омогућити програмерима да у потпуности искористе предности новије технологије.
У јуну 2022, BeamNG је најавио експерименталну подршку за Линукс са верзијом 0.25.

## Стил играња
BeamNG.drive нуди различите режиме игре и сценарије као што су кампање, временске пробе и Freeroam режим (режим слободне вожње). Кампање су колекције малих сценарија заснованих на одређеним темама, укључујући трке, потере и вратоломије. У вожњи на хронометар, играч бира возило, мапу и руту и такмичи се са својим најбољим временом. Бесплатна игра омогућава играчима да истражују и експериментишу са мапама, омогућавајући им да раде, постављају и манипулишу објектима и возилима на мапи. Они такође могу да промене својства животне средине као што су гравитација, ветар и време. Играчи могу да користе разне објекте, од блокада путева до оружја попут топова, да наносе штету другим возилима.
У самој игри, нема возача, али, постоји опција да тело изађе из возила и појави напољу (да се појаве напољу, треба да се укључе маскоте).
Од алфа верзије 0.26, игра садржи експерименталну верзију режима каријере, којој се приступа кликом на дугме главног менија са ознаком „Каријера (ускоро)“ шест пута. Овај режим игре нуди четири гране каријере: мото спорт, радник, специјализован и авантуриста. Довршавањем мисија, играч добија валуту у игри и две врсте поена искуства: Branch EXP, који су поени искуства зарађени у одређеним гранама, и Beam EXP, што је укупан број поена искуства. Дана 20. септембра 2023, издавањем ажурирања 0.30, режим каријере је потпуно ажуриран – сада укључује водич и опције коришћења за Branch EXP и Beam EXP системе. Почевши од 0.30, играчи могу купити аутомобиле користећи валуту у игри која се зове BeamBucks и прилагодити их (обе функције су још у развоју). Уштеде у каријери направљене између 0.26 и 0.29 нису компатибилне са 0.30 и новијим.

### Стање
BeamNG.drive користи физику меког тела за симулацију динамике возила и судара између објеката и возила. Алгоритми су креирани и оптимизовани за систем физике игре. Игра се у великој мери ослања на код у Луа и користи пакете локалних података преко Луа мрежног система док игра ради. Мотор игре израчунава физичке једначине и проблеме у стварном времену док се игра.
Возила у игри се састоје од мекане структуре чворова-греда, сличне онима у Rigs of Rods. Структуре снопа чворова су представљене у ЈСОН формату текстуалне датотеке названом JBeam. Физички мотор симулира мрежу међусобно повезаних чворова и греда који заједно чине невидљиви скелет возила са реалним тежинама и масама. У смислу физике меког каросерије, возила се реално савијају и деформишу када су изложена оптерећењима као што су: ударци изазвани сударима утичу на скелет. Поред деформације тела, симулирају се и разне друге врсте оштећења, као што су: неисправни мотори, откинута врата и поломљени прозори. Ако је возило озбиљно оштећено, мотор се може покварити, што возило чини неупотребљивим. Поред тога, преоптерећење погонског вратила, квачила и других критичних компоненти такође ће оштетити возило, што може довести до катастрофалног квара возила. После већег броја судара или директног удара у задњи део возила, гуме могу да пукну и резервоари за гориво експлодирају.